# Trèfle
Der Trèfle ist ein Fluss in Frankreich, der in der Region Nouvelle-Aquitaine verläuft. Er entspringt im Gemeindegebiet von Condéon, entwässert zunächst in nördlicher Richtung, schwenkt bei Barbezieux-Saint-Hilaire abrupt Richtung West bis Nordwest und mündet nach insgesamt rund 47 Kilometern an der Gemeindegrenze von Mosnac und Saint-Georges-Antignac als rechter Nebenfluss in die Seugne. Auf seinem Weg durchquert der Trèfle die Départements Charente und Charente-Maritime.

## Orte am Fluss
(in Fließreihenfolge)
- Reignac
- Saint-Hilaire, Gemeinde Barbezieux-Saint-Hilaire
- Guimps
- Réaux
- Neulles
- Saint-Grégoire-d’Ardennes